# Coupe de la Ligue anglaise de football
 (octobre 2022).
La Coupe de la Ligue anglaise de football, aussi connue sous le nom de League Cup, EFL Cup ou encore Carabao Cup (anciennement Carling Cup, Capital One Cup ou Milk Cup), est une compétition de football qui se déroule en Angleterre et au Pays de Galles.
Seuls les 20 membres de la Premier League et les 72 membres de l'English Football League (ou EFL) peuvent y participer. Le vainqueur est qualifié pour les barrages de la Conférence Ligue. De 2003 à 2012, la compétition est parrainée par la marque de bière Carling puis par la banque Capital One entre 2012 et 2016. L'édition 2016-2017 n'est pas commanditée. Elle est actuellement nommée « Carabao Cup » depuis 2017 et un contrat de parrainage avec la marque de boisson énergétique Carabao Dang.
Liverpool est le club le plus titré de l'histoire de la compétition avec 10 victoires.
Newcastle United est le tenant du titre.

Logo de la compétition en 2009

Logo de la compétition en 2013

## Histoire

### Format
Comme la plus prestigieuse Coupe d'Angleterre, la Coupe de la Ligue anglaise se déroule par élimination directe sauf lors des demi-finales qui se jouent selon un système de matchs aller-retour. Contrairement à de nombreuses compétitions à éliminations directes en matchs aller-retour, la Carabao Cup n'utilise pas la règle du but à l'extérieur en cas de match nul sur l'ensemble des deux matchs.
Le premier match se tient le 26 septembre 1960 et se conclut par une victoire des Bristol Rovers 2-1 contre Fulham, avec Maurice Cook (en) comme premier buteur de la compétition, suivi par Harold Jarman (en) et Geoff Bradford.
De 1961 à 1966, la finale se déroule sur matchs aller-retour. À partir de 1967, elle se dispute sur terrain neutre en un seul match avec un ou plusieurs matchs d'appui si les équipes restent à égalité à l'issue de la prolongation. Depuis 2001, une séance de tirs au but est organisée en cas de match nul après l'éventuelle prolongation.
Jusqu'à 2021, le vainqueur était qualifié pour les barrages de la Ligue Europa, avant d'être qualifié à partir de la saison suivante pour les barrages de la Ligue Europa Conférence.
En 2025, le club de Liverpool est l'équipe la plus titrée de l'histoire de la compétition grâce à ses dix victoires. Le club de Manchester City a réussi à remporter la compétition sur quatre saisons consécutives, soit sur une période allant de 2017-2018 à 2020-2021 à égalité avec Liverpool FC (1981-1984).

### Commanditaires
- 1960-1961 - 1980-1981 : pas de commanditaire principal
- 1981-1982 - 1985-1986 : Milk Marketing Board
- 1986-1987 - 1989-1990 : Littlewoods (en)
- 1990-1991 - 1991-1992 : Rumbelows (en)
- 1992-1993 - 1997-1998 : Coca-Cola[1]
- 1998-1999 - 2002-2003 : Worthington Brewery (en)[2]
- 2003-2004 - 2011-2012 : Carling[3]
- 2012-2013 - 2015-2016 : Capital One[4]
- 2016-2017 : pas de sponsor principal
- depuis 2017-2018 jusqu'à au moins 2026-2027[5] : Carabao Energy Drink[6]

## Palmarès
| Édition | Année | Vainqueur                   | Score         | Finaliste            | Lieu de la finale     | Affluence |
| ------- | ----- | --------------------------- | ------------- | -------------------- | --------------------- | --------- |
| 1re     | 1961  | Aston Villa (1)             | 0 - 2         | Rotherham United     | Millmoor (en)         | 12 226    |
| 1re     | 1961  | Aston Villa (1)             | 3 - 0 (ap)    | Rotherham United     | Villa Park            | 30 765    |
| 2e      | 1962  | Norwich City (1)            | 3 - 0         | Rochdale AFC         | Spotland Stadium (en) | 11 123    |
| 2e      | 1962  | Norwich City (1)            | 1 - 0         | Rochdale AFC         | Carrow Road           | 19 708    |
| 3e      | 1963  | Birmingham City (1)         | 3 - 1         | Aston Villa          | St Andrew's           | 31 580    |
| 3e      | 1963  | Birmingham City (1)         | 0 - 0         | Aston Villa          | Villa Park            | 37 921    |
| 4e      | 1964  | Leicester City (1)          | 1 - 1         | Stoke City           | Victoria Ground       | 22 309    |
| 4e      | 1964  | Leicester City (1)          | 3 - 2         | Stoke City           | Filbert Street        | 25 372    |
| 5e      | 1965  | Chelsea FC (1)              | 3 - 2         | Leicester City       | Stamford Bridge       | 20 690    |
| 5e      | 1965  | Chelsea FC (1)              | 0 - 0         | Leicester City       | Filbert Street        | 26 957    |
| 6e      | 1966  | West Bromwich Albion (1)    | 1 - 2         | West Ham United      | Boleyn Ground         | 28 341    |
| 6e      | 1966  | West Bromwich Albion (1)    | 4 - 1         | West Ham United      | The Hawthorns         | 31 925    |
| 7e      | 1967  | Queens Park Rangers (1)     | 3 - 2         | West Bromwich Albion | Stade de Wembley      | 97 952    |
| 8e      | 1968  | Leeds United (1)            | 1 - 0         | Arsenal FC           | Stade de Wembley      | 97 877    |
| 9e      | 1969  | Swindon Town (1)            | 3 - 1 (ap)    | Arsenal FC           | Stade de Wembley      | 98 189    |
| 10e     | 1970  | Manchester City (1)         | 2 - 1 (ap)    | West Bromwich Albion | Stade de Wembley      | 97 963    |
| 11e     | 1971  | Tottenham Hotspur (1)       | 2 - 0         | Aston Villa          | Stade de Wembley      | 100 000   |
| 12e     | 1972  | Stoke City (1)              | 1 - 0         | Chelsea FC           | Stade de Wembley      | 97 852    |
| 13e     | 1973  | Tottenham Hotspur (2)       | 1 - 0         | Norwich City         | Stade de Wembley      | 100 000   |
| 14e     | 1974  | Wolverhampton Wanderers (1) | 2 - 1         | Manchester City      | Stade de Wembley      | 97 886    |
| 15e     | 1975  | Aston Villa (2)             | 1 - 0         | Norwich City         | Stade de Wembley      | 95 946    |
| 16e     | 1976  | Manchester City (2)         | 2 - 1         | Newcastle United     | Stade de Wembley      | 100 000   |
| 17e     | 1977  | Aston Villa (3)             | 0 - 0 (ap)    | Everton FC           | Stade de Wembley      | 100 000   |
| 17e     | 1977  | Aston Villa (3)             | 1 - 1 (ap)    | Everton FC           | Hillsborough          | 55 000    |
| 17e     | 1977  | Aston Villa (3)             | 3 - 2 (ap)    | Everton FC           | Old Trafford          | 54 749    |
| 18e     | 1978  | Nottingham Forest (1)       | 0 - 0 (ap)    | Liverpool FC         | Stade de Wembley      | 100 000   |
| 18e     | 1978  | Nottingham Forest (1)       | 1 - 0         | Liverpool FC         | Old Trafford          | 54 375    |
| 19e     | 1979  | Nottingham Forest (2)       | 3 - 2         | Southampton FC       | Stade de Wembley      | 96 952    |
| 20e     | 1980  | Wolverhampton Wanderers (2) | 1 - 0         | Nottingham Forest    | Stade de Wembley      | 96 527    |
| 21e     | 1981  | Liverpool FC (1)            | 1 - 1 (ap)    | West Ham United      | Stade de Wembley      | 100 000   |
| 21e     | 1981  | Liverpool FC (1)            | 2 - 1         | West Ham United      | Villa Park            | 36 693    |
| 22e     | 1982  | Liverpool FC (2)            | 3 - 1 (ap)    | Tottenham Hotspur    | Stade de Wembley      | 100 000   |
| 23e     | 1983  | Liverpool FC (3)            | 2 - 1 (ap)    | Manchester United    | Stade de Wembley      | 99 304    |
| 24e     | 1984  | Liverpool FC (4)            | 0 - 0 (ap)    | Everton FC           | Stade de Wembley      | 100 000   |
| 24e     | 1984  | Liverpool FC (4)            | 1 - 0         | Everton FC           | Maine Road            | 52 089    |
| 25e     | 1985  | Norwich City (2)            | 1 - 0         | Sunderland AFC       | Stade de Wembley      | 100 000   |
| 26e     | 1986  | Oxford United (1)           | 3 - 0         | Queens Park Rangers  | Stade de Wembley      | 90 396    |
| 27e     | 1987  | Arsenal FC (1)              | 2 - 1         | Liverpool FC         | Stade de Wembley      | 96 000    |
| 28e     | 1988  | Luton Town (1)              | 3 - 2         | Arsenal FC           | Stade de Wembley      | 95 732    |
| 29e     | 1989  | Nottingham Forest (3)       | 3 - 1         | Luton Town           | Stade de Wembley      | 76 130    |
| 30e     | 1990  | Nottingham Forest (4)       | 1 - 0         | Oldham Athletic      | Stade de Wembley      | 74 343    |
| 31e     | 1991  | Sheffield Wednesday (1)     | 2 - 0         | Manchester United    | Stade de Wembley      | 77 612    |
| 32e     | 1992  | Manchester United (1)       | 1 - 0         | Nottingham Forest    | Stade de Wembley      | 76 810    |
| 33e     | 1993  | Arsenal FC (2)              | 2 - 1         | Sheffield Wednesday  | Stade de Wembley      | 74 007    |
| 34e     | 1994  | Aston Villa (4)             | 3 - 1         | Manchester United    | Stade de Wembley      | 77 231    |
| 35e     | 1995  | Liverpool FC (5)            | 2 - 1         | Bolton Wanderers     | Stade de Wembley      | 75 595    |
| 36e     | 1996  | Aston Villa (5)             | 3 - 0         | Leeds United         | Stade de Wembley      | 77 065    |
| 37e     | 1997  | Leicester City (2)          | 1 - 1 (ap)    | Middlesbrough FC     | Stade de Wembley      | 76 757    |
| 37e     | 1997  | Leicester City (2)          | 1 - 0 (ap)    | Middlesbrough FC     | Hillsborough          | 39 428    |
| 38e     | 1998  | Chelsea FC (2)              | 2 - 0 (ap)    | Middlesbrough FC     | Stade de Wembley      | 77 698    |
| 39e     | 1999  | Tottenham Hotspur (3)       | 1 - 0         | Leicester City       | Stade de Wembley      | 77 892    |
| 40e     | 2000  | Leicester City (3)          | 2 - 1         | Tranmere Rovers      | Stade de Wembley      | 74 313    |
| 41e     | 2001  | Liverpool FC (6)            | 1 - 1 (5-4)   | Birmingham City      | Millennium Stadium    | 73 500    |
| 42e     | 2002  | Blackburn Rovers (1)        | 2 - 1         | Tottenham Hotspur    | Millennium Stadium    | 72 500    |
| 43e     | 2003  | Liverpool FC (7)            | 2 - 0         | Manchester United    | Millennium Stadium    | 74 500    |
| 44e     | 2004  | Middlesbrough FC (1)        | 2 - 1         | Bolton Wanderers     | Millennium Stadium    | 72 634    |
| 45e     | 2005  | Chelsea FC (3)              | 3 - 2         | Liverpool FC         | Millennium Stadium    | 78 000    |
| 46e     | 2006  | Manchester United (2)       | 4 - 0         | Wigan Athletic       | Millennium Stadium    | 66 866    |
| 47e     | 2007  | Chelsea FC (4)              | 2 - 1         | Arsenal FC           | Millennium Stadium    | 70 073    |
| 48e     | 2008  | Tottenham Hotspur (4)       | 2 - 1 (ap)    | Chelsea FC           | Stade de Wembley      | 87 660    |
| 49e     | 2009  | Manchester United (3)       | 0 - 0 (4-1)   | Tottenham Hotspur    | Stade de Wembley      | 88 217    |
| 50e     | 2010  | Manchester United (4)       | 2 - 1         | Aston Villa          | Stade de Wembley      | 88 596    |
| 51e     | 2011  | Birmingham City (2)         | 2 - 1         | Arsenal FC           | Stade de Wembley      | 88 851    |
| 52e     | 2012  | Liverpool FC (8)            | 2 - 2 (3-2)   | Cardiff City         | Stade de Wembley      | 80 000    |
| 53e     | 2013  | Swansea City (1)            | 5 - 0         | Bradford City        | Stade de Wembley      | 82 597    |
| 54e     | 2014  | Manchester City (3)         | 3 - 1         | Sunderland AFC       | Stade de Wembley      | 84 697    |
| 55e     | 2015  | Chelsea FC (5)              | 2 - 0         | Tottenham Hotspur    | Stade de Wembley      | 89 294    |
| 56e     | 2016  | Manchester City (4)         | 1 - 1 (3-1)   | Liverpool FC         | Stade de Wembley      | 86 206    |
| 57e     | 2017  | Manchester United (5)       | 3 - 2         | Southampton FC       | Stade de Wembley      | 85 264    |
| 58e     | 2018  | Manchester City (5)         | 3 - 0         | Arsenal FC           | Stade de Wembley      | 85 671    |
| 59e     | 2019  | Manchester City (6)         | 0 - 0 (4-3)   | Chelsea FC           | Stade de Wembley      | 81 775    |
| 60e     | 2020  | Manchester City (7)         | 2 - 1         | Aston Villa          | Stade de Wembley      | 82 145    |
| 61e     | 2021  | Manchester City (8)         | 1 - 0         | Tottenham Hotspur    | Stade de Wembley      | 7 773     |
| 62e     | 2022  | Liverpool FC (9)            | 0 - 0 (11-10) | Chelsea FC           | Stade de Wembley      | 85 512    |
| 63e     | 2023  | Manchester United (6)       | 2 - 0         | Newcastle United     | Stade de Wembley      | 87 306    |
| 64e     | 2024  | Liverpool FC (10)           | 1 - 0 ap      | Chelsea FC           | Stade de Wembley      | 88 868    |
| 66e     | 2025  | Newcastle United (1)        | 2 - 1         | Liverpool FC         | Stade de Wembley      | 88 513    |
| 67e     | 2026  |                             | -             |                      | Stade de Wembley      |           |

### Bilan par club
| Édition | Clubs                   | Vainqueur                                                       | Finaliste                              | Finales disputées |
| ------- | ----------------------- | --------------------------------------------------------------- | -------------------------------------- | ----------------- |
| 1       | Liverpool FC            | 10 (1981, 1982, 1983, 1984, 1995, 2001, 2003, 2012, 2022, 2024) | 5 (1978, 1987, 2005, 2016, 2025)       | 15                |
| 2       | Manchester City         | 8 (1970, 1976, 2014, 2016, 2018, 2019, 2020, 2021)              | 1 (1974)                               | 9                 |
| 3       | Manchester United       | 6 (1992, 2006, 2009, 2010, 2017, 2023)                          | 4 (1983, 1991, 1994, 2003)             | 10                |
| 4       | Chelsea FC              | 5 (1965, 1998, 2005, 2007, 2015)                                | 5 (1972, 2008, 2019, 2022, 2024)       | 10                |
| 4       | Aston Villa             | 5 (1961, 1975, 1977, 1994, 1996)                                | 4 (1963, 1971, 2010, 2020)             | 9                 |
| 6       | Tottenham Hotspur       | 4 (1971, 1973, 1999, 2008)                                      | 5 (1982, 2002, 2009, 2015, 2021)       | 9                 |
| 7       | Nottingham Forest       | 4 (1978, 1979, 1989, 1990)                                      | 2 (1980, 1992)                         | 6                 |
| 8       | Leicester City          | 3 (1964, 1997, 2000)                                            | 2 (1965, 1999)                         | 5                 |
| 9       | Arsenal FC              | 2 (1987, 1993)                                                  | 6 (1968, 1969, 1988, 2007, 2011, 2018) | 8                 |
| 10      | Norwich City            | 2 (1962, 1985)                                                  | 2 (1973, 1975)                         | 4                 |
| 11      | Birmingham City         | 2 (1963, 2011)                                                  | 1 (2001)                               | 3                 |
| 12      | Wolverhampton Wanderers | 2 (1974, 1980)                                                  | 0                                      | 2                 |
| 13      | West Bromwich Albion    | 1 (1966)                                                        | 2 (1967, 1970)                         | 3                 |
| 13      | Middlesbrough FC        | 1 (2004)                                                        | 2 (1997, 1998)                         | 3                 |
| 13      | Newcastle United        | 1 (2025)                                                        | 2 (1976, 2023)                         | 3                 |
| 16      | Stoke City              | 1 (1972)                                                        | 1 (1964)                               | 2                 |
| 16      | Queens Park Rangers     | 1 (1967)                                                        | 1 (1986)                               | 2                 |
| 16      | Luton Town              | 1 (1988)                                                        | 1 (1989)                               | 2                 |
| 16      | Sheffield Wednesday     | 1 (1991)                                                        | 1 (1993)                               | 2                 |
| 16      | Leeds United            | 1 (1968)                                                        | 1 (1996)                               | 2                 |
| 21      | Swindon Town            | 1 (1969)                                                        | 0                                      | 1                 |
| 21      | Oxford United           | 1 (1986)                                                        | 0                                      | 1                 |
| 21      | Blackburn Rovers        | 1 (2002)                                                        | 0                                      | 1                 |
| 21      | Swansea City            | 1 (2013)                                                        | 0                                      | 1                 |
| 25      | West Ham United         | 0                                                               | 2 (1966, 1981)                         | 2                 |
| 25      | Everton FC              | 0                                                               | 2 (1977, 1984)                         | 2                 |
| 25      | Bolton Wanderers        | 0                                                               | 2 (1995, 2004)                         | 2                 |
| 25      | Sunderland AFC          | 0                                                               | 2 (1985, 2014)                         | 2                 |
| 25      | Southampton FC          | 0                                                               | 2 (1979, 2017)                         | 2                 |
| 30      | Rotherham United        | 0                                                               | 1 (1961)                               | 1                 |
| 30      | Rochdale                | 0                                                               | 1 (1962)                               | 1                 |
| 30      | Oldham Athletic         | 0                                                               | 1 (1990)                               | 1                 |
| 30      | Tranmere Rovers         | 0                                                               | 1 (2000)                               | 1                 |
| 30      | Wigan Athletic          | 0                                                               | 1 (2006)                               | 1                 |
| 30      | Cardiff City            | 0                                                               | 1 (2012)                               | 1                 |
| 30      | Bradford City           | 0                                                               | 1 (2013)                               | 1                 |

## Parrainage
De 1981 à aujourd'hui (à l'exception de 2016-2017), la Coupe de la Ligue a attiré un parrainage de titre, ce qui signifie que, contrairement à son aînée la Coupe de la FA, la Coupe de la Ligue a été nommée d'après son commanditaire, lui donnant les noms suivants :
| Période   | Sponsor              | Nom                           | Trophée                |
| --------- | -------------------- | ----------------------------- | ---------------------- |
| 1960-1981 | aucun                | Coupe de la Ligue de Football | Original               |
| 1981-1986 | Milk Marketing Board | Coupe du Lait                 | Designé par le sponsor |
| 1986-1990 | Littlewoods          | Coupe du Défi Littlewoods     | Designé par le sponsor |
| 1990-1992 | Rumbelows            | Coupe Rumbelows               | Original               |
| 1992-1998 | Coca-Cola            | Coupe Coca-Cola               | Original               |
| 1998-2003 | Worthington's        | Coupe Worthington             | Original               |
| 2003-2012 | Carling              | Coupe Carling                 | Original               |
| 2012-2016 | Capital One          | Coupe Capital One             | Original               |
| 2016-2017 | aucun                | Coupe EFL                     | Original               |
| 2017-2024 | Carabao Energy Drink | Coupe Carabao                 | Original               |

## Trophée

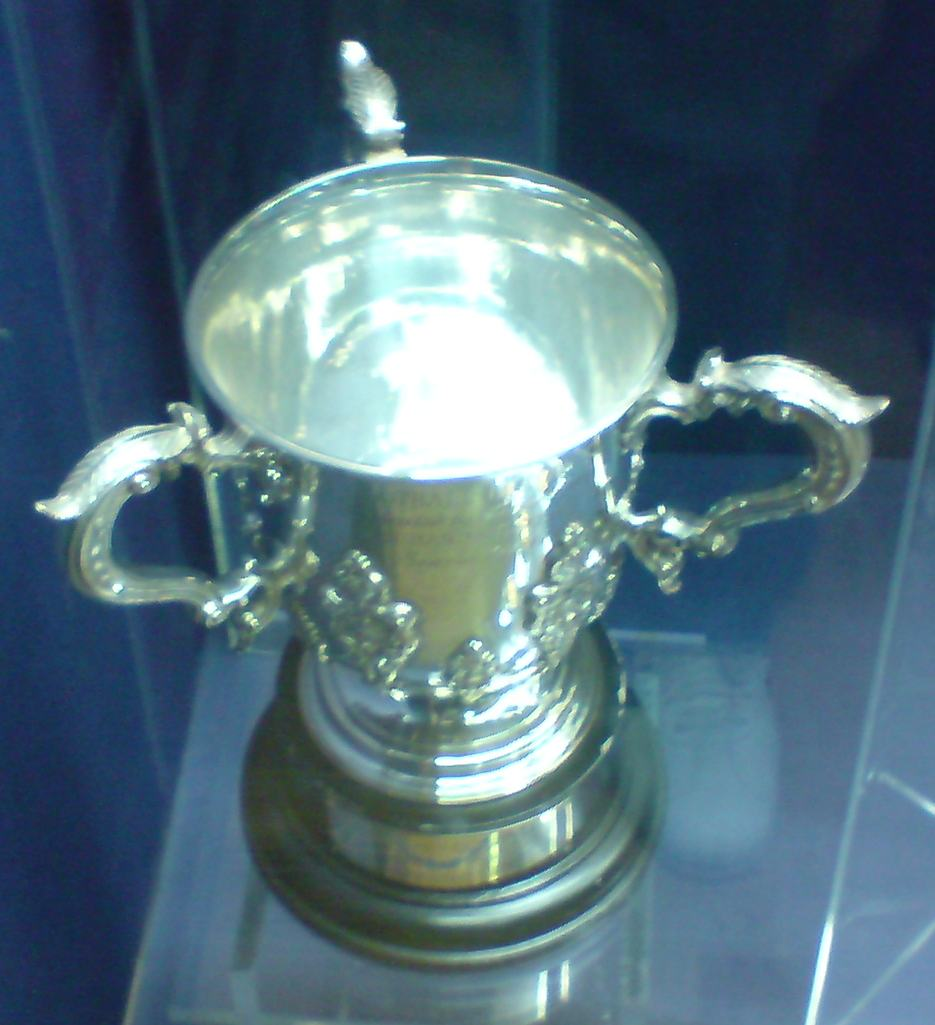
Coupe EFL dans l'armoire à trophée de Manchester United

Les vainqueurs reçoivent la Coupe EFL,, dont il y a eu trois formats – le format actuel étant également l'original, une urne de style géorgien à trois anses avec un socle séparé (ajouté plus tard). Conçu et fabriqué par Mappin & Webb, il pèse 2,976 kg et mesure 27 cm par 20,5 cm. Il vaut environ £20,000. Il a été utilisé jusqu'à la compétition de la 1980–81, avant de revenir en usage depuis la compétition de la 1990–91. La raison de l'interruption dans l'usage a été l'introduction du premier sponsor de la compétition – le Milk Marketing Board, qui a choisi de décerner son propre trophée de 1981-1982 à 1985-1986. Le sponsor suivant, Littlewoods, a également choisi de décerner son propre trophée, de 1986-1987 jusqu'à 1989-1990. Les sponsors suivants ont utilisé l'original.

## Diffuseurs
Au Royaume-Uni et en république d'Irlande, 15 matches seront diffusés en direct par Sky Sports jusqu'en 2024 avec des résumés de plusieurs matches sur ITV Sport à partir de 2022/23. Cette compétition est incluse dans le bouquet de diffusion de l'EFL.
À partir de 2024/25, tous les matchs seront diffusés en direct par Sky Sports.